# Jakub Menšík
Jakub Menšík (født 1. september 2005 i Prostějov, Tjekkiet) er en professionel tennisspiller fra Tjekkiet.